# Blauschwanzsittich
Der Blauschwanzsittich (Psittacula calthropae, Syn.: Psittacula calthrapae), auch als Blauschwanzedelsittich bezeichnet, ist eine Papageienart aus der Gattung der Edelsittiche (Psittacula). Er ist auf Sri Lanka heimisch. Das Artepitheton ehrt Barbara Anne Calthrop, die erste Ehefrau des Ornithologen Edgar Leopold Layard (1824–1900).

## Merkmale

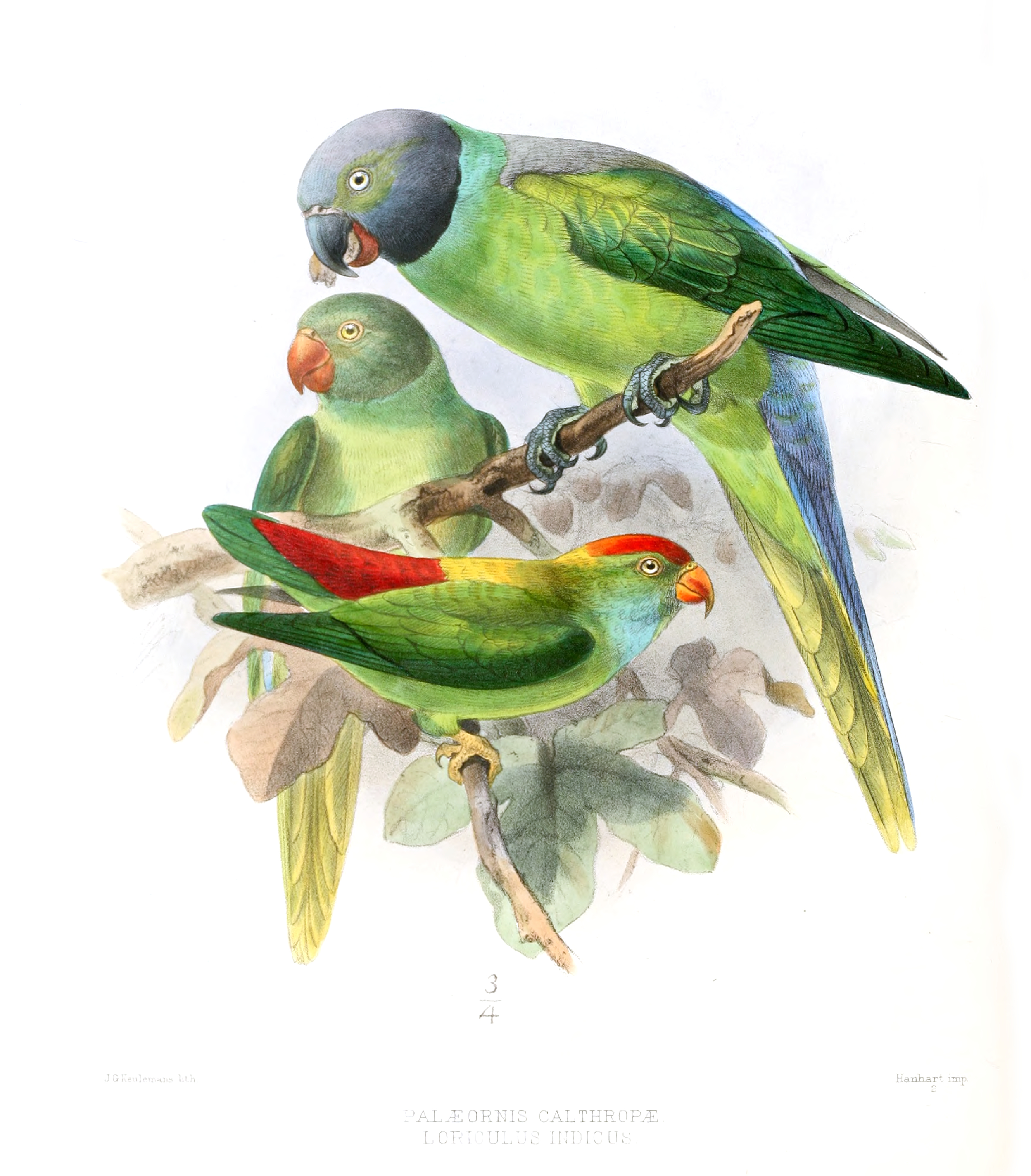
Weibchen (oben) und Jungvogel (hinten) des Blauschwanzsittichs, unten ein Frühlingspapageichen (Illustration von J. G. Keulemanns)

Der Blauschwanzsittich erreicht eine Größe von 29 bis 31 cm. Beim Männchen ist der Oberschnabel rot mit einer gelblichen Spitze, der Unterschnabel ist stumpf bräunlich. Die Stirn und der Bereich um die Augen bis zum Unterschnabel ist zartgrün. Der übrige Kopf ist blaugrau mit einem schwarzen Bereich am Kinn und an den Halsseiten. Ein breites smaragdgrünes Band verläuft um den Hals und auf der Unterseite. Rücken, Mantel und Bürzel sind blaugrau. Die Flügel sind stumpf grün. Die kleinen Flügeldecken sind gräulich, die mittleren sind gelblich. Die Schwanzfedern sind tief graublau mit gelben Spitzen. Das Weibchen hat einen grauschwarzen Schnabel. Bei den juvenilen Vögeln sind die grauen Farbtöne durch eine grüne Färbung ersetzt. Sowohl Ober- als auch Unterschnabel sind bei ihnen orangerot.

## Lebensraum
Der Lebensraum sind bewaldete Hügel und Rodungen in Höhenlagen bis zu 2000 m. Auf Meereshöhe ist er nur in der Feuchtzone im Südwesten Sri Lankas zu beobachten.

## Lebensweise
Die Hauptnahrung des Blauschwanzsittichs besteht aus den Früchten von Macaranga tanarius, wilden Feigen und wildem Zimt. Daneben bereichern die Blüten der Papaya, Knospen und Nektar das Nahrungsangebot. In streng bewaldeten Habitaten ist die Nahrung weniger granivor. Die Brutzeit liegt zwischen Januar und Mai und häufig noch einmal zwischen Juli und September. Das Nest wird für gewöhnlich in 10 bis 25 Meter Höhe in einem hohlen Ast oder in einer Baumhöhle errichtet. Bevorzugte Brutbäume sind Pterocarpus, Syzygium und Terminalia. Es werden zwei bis vier Eier gelegt. In menschlicher Obhut dauert die Bebrütung ungefähr drei Wochen. Nach sieben Wochen verlassen die Jungvögel das Nest. Blauschwanzsittiche sind offenbar Standvögel. Gelegentlich können jahreszeitliche Wanderungen vorkommen.

## Nomenklatur
2003 änderte Edward C. Dickinson die Epitheton-Schreibweise calthropae wegen der vorherrschenden Verwendung in calthorpae. Edgar Leopold Layard bestimmte jedoch eindeutig, dass die Schreibweise calthropae, die seiner ersten Frau gewidmet ist, beizubehalten ist. Nach dem Vorrangsprinzip (Principle of Priority) der ICZN ist die Schreibweise calthropae demnach korrekt und Dickinsons Schreibweise nur eine ungültige Synonymschreibweise. 